# بازی با آتش (ترانه هیلاری داف)
«بازی با آتش» تک‌آهنگی از هنرمند اهل ایالات متحده آمریکا هیلاری داف است که در ۲۱ اوت ۲۰۰۶ منتشر شد. این تک‌آهنگ در آلبوم وقار (آلبوم هیلاری داف) قرار داشت.